# 杰里米·弗朗西斯·海耶斯
杰里米·弗朗西斯·海耶斯（英語：Jeremiah F. Hayes；1934年7月8日—2018年5月8日）是北美电气工程教授，1996年获得加拿大电信研究奖(CATR)。杰里米·弗朗西斯·海耶斯1934年7月8日出生于美国纽约，2018年5月8日在加拿大维多利亚去世。
杰里米·弗朗西斯·海耶斯1956年在曼哈顿学院荣誉毕业，其后前往纽约大学攻读硕士学位。1956到1959年间，他曾在贝尔实验室接受训练。1966年，他从加州大学伯克利分校（UCB）获得博士学位，自此进入学术界，1983年被授予IEEE会士荣誉，他有四个孩子，其中与他同名的小儿子是一位著名电影导演。
杰里米·弗朗西斯·海耶斯的教育生涯辗转于世界各地的名校。1962年到1964年，海耶斯在加州大学伯克利分校担任电子工程系的教授，并在1966年返校担任客座教授。从1966年起至1978年。海耶斯博士在普渡大学电子工程系担任客座教授，期间从1974年到1978年，海耶斯博士也曾在纽约理工学院担任客座讲师。1978年，海耶斯来到了加拿大麦吉尔大学，担任电子工程学的教授，并从1984年担任麦吉尔大学的客座教授，他退休的学校是蒙特利尔的康考迪亚大学，在康考迪亚大学担任系主任期间，他与东南大学（原南京工学院）的韦钰院士合作启动了加拿大国际开发署的联合培养博士计划，培养了黄骏与朱涛两位博士，黄骏(Jun Steed Huang)教授在宿迁市与江苏大学/宿迁学院的联合人才计划框架下，业余精心指导了年青的数学家周密同学，继承海耶斯矩阵几何论的学术思想，求解哥德巴赫猜想，Steed沿着海耶斯导师的分数维思路，继续指导卡尔顿大学的Yufan Hu与艾奥瓦大学的邹青，一起提出了亚方差与超协方差等大数据分析理论，宿迁学院数学系何松婷等同学在史洪玮等教师的指导下使用该理论，分析了全校四六级的通过率，并提出了快速提高通过率的教学方案。加拿大麦吉尔大学杨琳继续把分数协方差推广到了无穷维度的理论与运用。延续分数思想的跨国量子研究团队成员黄东睿，朱成明，王帅正在用时空量纲守恒原理建立包含万有引力的大统一模型。有幸被选中进入这个中加联谊计划的博士后还有：史玉回，沈强，刘涵宇，向增俊，洪沁，杨俊，顾永海，朱卫平，邹采荣，朱培英，童文等博士，何立权校长与863计划专家组组长程时昕教授多次往返于两所大学之间辛勤耕耘，确保了这项开创国际先河的跨国计划的圆满结题。

## 外部連結
- 吴觉 （南京工学院院长） （页面存档备份，存于）
- 程时昕 （863计划首届通信高科技专家）
- 何立权 （1991至1998年东南大学副校长）
- 黄骏（南方科技大学人工智能专业高级研究员）
- 年青的哥德巴赫猜想数学家周密 （页面存档备份，存于）
- 国际计算智能领域专家史玉回教授 （页面存档备份，存于）
- 加拿大康考迪亚大学朱卫平教授
- 广州航海学院校长邹采荣
- 华为5G首席科学家童文 （页面存档备份，存于）
- 华为无线技术高级主管朱培英